# Żłobek (maszyny elektrycznej)

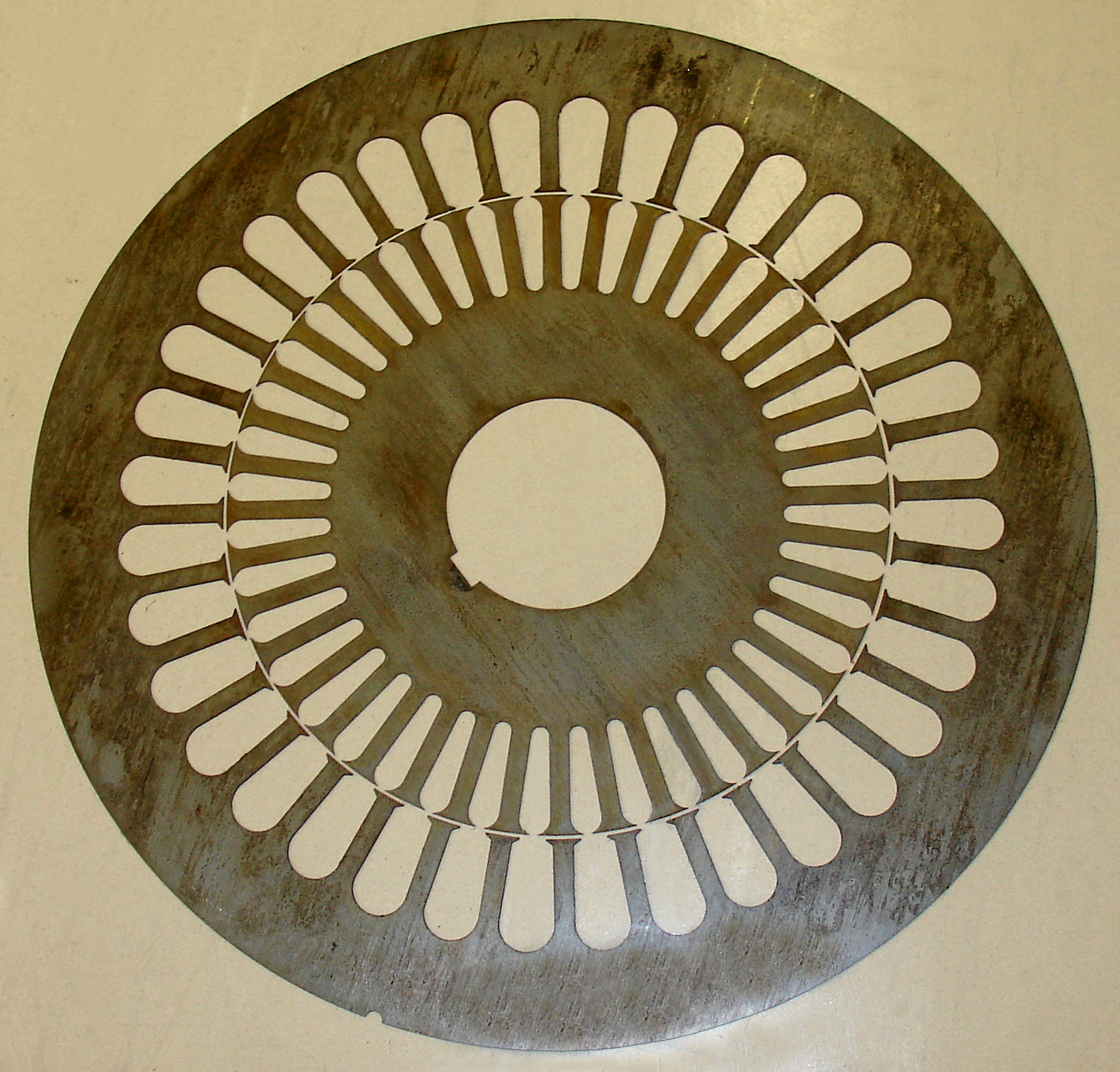
Żłobki (wycięcia) w blachach pakietu stojana i wirnika

Przekrój prętów klatek wirnika dwuklatkowego i dwuklatkowego głębokożłobkowego

Żłobek – podłużne wycięcie w rdzeniu magnetycznym maszyny elektrycznej pozwalające na umieszczenie uzwojenia.
Żłobki mogą się znajdować zarówno w pakiecie stojana jak i wirnika maszyny elektrycznej. Mogą zostać użyte do umieszczenia w nich uzwojenia z drutu nawojowego jak również i aluminiowej odlewanej klatki wirnika.